# Retinopatia Purtschera
Retinopatia Purtschera - to rzadkie powikłanie występujące w przebiegu ostrego zapalenia trzustki przejawiające się nagłym i ciężkim pogorszeniem ostrości wzroku u pacjenta z zapaleniem trzustki.
W badaniu dna oka stwierdza się wylewy krwawe ograniczone do tarczy nerwu wzrokowego i plamki ślepej oraz tzw. ogniska waty.
Jest wynikiem zamknięcia tętnicy tylnej siatkówki przez konglomeraty granulocytów.